# Daryoush Ashouri
 (mai 2020).
Daryoush Ashouri (né le 2 août 1938 à Téhéran ; en persan: داریوش آشوری) est un penseur, auteur, traducteur, chercheur et intellectuel iranien.

## Œuvres
Il a étudié à la faculté de droit, et au département des sciences politiques et économiques de l’Université de Téhéran, il a été professeur en visite de la langue et littérature persanes à l’Université de Tokyo des études étrangères, a enseigné à l’Institut oriental de l’Université d’Oxford, et a donné des cours de la philosophie et de la sociologie politiques à l’Université de Téhéran. Il était le membre de la seconde académie de la langue persane de 1970 à 1978.
À cause de ses publications prolifiques dans diverses disciplines, il est considéré comme une figure influente et référentielle de la littérature et linguistique contemporaines de l’Iran. Il a travaillé extensivement en tant qu’auteur, essayiste, traducteur, critique littéraire, encyclopédiste, et lexicologue. Ses intérêts intellectuels couvrent une vaste gamme interdisciplinaire, incluant sciences politiques, littérature, philosophie et linguistique. Son domaine principal de concentration intellectuelle est le culte oral et les matières linguistiques de son pays natal, l’Iran.
Il a contribué grandement au développement du vocabulaire et de la terminologie dans les domaines des sciences humaines et de la philosophie en créant des néologismes et modifiant les termes existants. Il a fait une compilation de ses travaux dans son Farhang-e 'olum-e ensāni (Dictionnaire des sciences humaines). Parmi ses ouvrages majeurs, on compte une étude herméneutique, intertextuel du Divan de Hafez (Erfān o rendi dar she'r-e Hafez) incluant une nouvelle approche dans la compréhension du grand poète classique. En tant que traducteur, il a traduit de nombreux ouvrages littéraire classique et philosophique de Nietzsche, Machiavel, Shakespeare et autres en persan. En tant qu'écrivain styliste distingué, il a élevé le niveau de la prose moderne persane à un niveau d'exigence supérieur.

## Publications
Articles
Daryoush Ashouri est l'auteur de plus de 50 longs articles dans les journaux de littérature et sciences sociales dans les domaines suivants :
- problèmes historiques et socioculturels de la société iranienne à la rencontre de la culture moderne occidentale.
- criticisme Littéraire concernant la poésie classique et moderne, et aperçu herméneutique de la langue de la poésie et la pensée poétique.
- étude critique et analytique de langue persane contemporaine en rapport avec ses handicaps à la rencontre des demandes lexiques et terminologiques de la pensée et des sciences modernes, proposant des moyens méthodologique et technique pour ses développements.

Livres sélectionnés
- Ta’rifhā va mafhum-e farhang (Concept et définitions de la culture)
- Erfān o rendi dar she’r-e Hāfez
- Mā va moderniyat (La collection des articles sur les crises culturelles de la société iranienne face à la modernité)
- Farhang-e ‘olum-e ensāni (Dictionnaire Anglais-Persan des sciences)
- She’r-o-andisheh (La Poésie et la Pensée)
- Bāz-andishi-ye zabān-e fārsi (Langue persane, repensée)
- Dānesh-nāme-ye siāsi (Une encyclopédie de la politique)
- Chenin goft Zartosht, traduction de Ainsi parlait Zarathoustra de F. Nietzsche

## Sources
- (en) The Ideological Crisis of Nationalism and Islam: from the Constitutional Revolution until Today, sur iranheritage.org (consulté le 4 juin 2010)
- (fa)  داریوش آشوری, Daryoush Ashouri, sur aftab.ir (consulté le 4 juin 2010)